# La Bouverie
La Bouverie is een dorp in de Borinage, een oude industriestreek in de Belgische provincie Henegouwen, en een deelgemeente van Frameries. Het grootste stuk van het grondgebied is bebouwd en vormt één verstedelijkt gebied met de deelgemeenten Frameries-centrum en Eugies en buurgemeenten zoals Pâturages en Colfontaine.

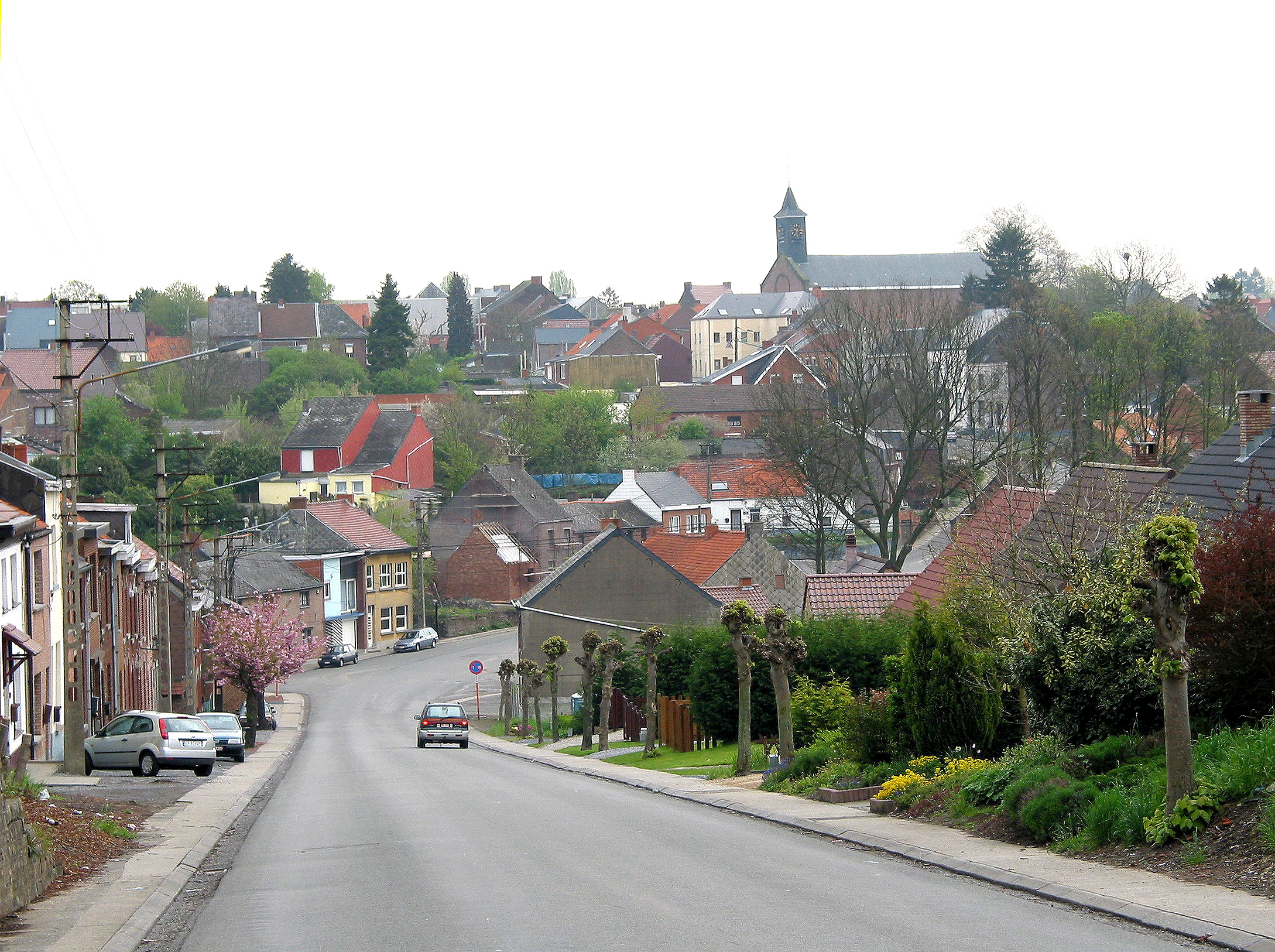
Zicht op La Bouverie

## Geschiedenis
De naam Bouverie is afkomstig uit het Latijn; "Bovaria" is dus een woonplaats van runderen. Bij uitbreiding staat de naam dus ook voor een pachtperceel. La Bouverie was geen oude gemeente. Het gebied bestond lang uit landelijke weidegronden. De gemeente ontstond pas in 1845, toen het gehucht onafhankelijk werd van Frameries.
Bij de gemeentelijke fusies van 1977 werd La Bouverie een deelgemeente van Frameries.

## Bezienswaardigheden
- De Sint-Jozefkerk (Église Saint-Joseph) is een neoclassicistisch kerkgebouw van 1841.
- De Protestantse kerk (Temple protestant) is een protestants kerkgebouw van 1853 voor de in 1835 opgerichte protestantse gemeente. Het is een neoclassicistisch bouwwerk.

## Natuur en landschap
La Bouverie ligt in de Borinage en is vastgegroeid aan de aangrenzende bebouwing. De hoogte aan de kerk bedraagt 104 meter.

## Economie
Steenkoolwinning vond plaats vanaf einde 18e eeuw. Er ontstonden enkele mijnen waarvan de laatste sloot in 1958. La Bouverie is vooral bekend vanwege zijn schoenenindustrie die echter gedurende de jaren '60 van de 20e eeuw verdween.

## Demografische ontwikkeling
- Bronnen:NIS, Opm:1831 tot en met 1970=volkstellingen, 1976= inwoneraantal op 31 december

## Geboren in La Bouverie
- André Auquier (1930), wielrenner
- Frédéric Caudron (1968), biljartspeler
- Norbert Ghisoland (1878-1939), fotograaf van de Borinage

## Nabijgelegen kernen
Pâturages, Eugies, Frameries